# Constantin Flondor
Constantin Flondor (născut în 16 decembrie 1936, la Cernăuți,  Bucovina) este un pictor român, care locuiește și lucrează la Timișoara. Este co-fondator al grupării Prolog (1985, alături de Paul Gherasim, Horia Bernea, Ion Grigorescu, Matei Lăzărescu, Christian Paraschiv, Horea Paștina și Mihai Sârbulescu). A fost profesor de liceu la Liceul de Arte plastice din Timișoara (1962-1991), și a avut o parte importantă la modernizarea învățământului de artă al liceului. Din 1991 până 2002 a fost cadru didactic universitar la Facultatea de Artă a Universității de Vest Timișoara, al cărei decan a fost 1996-1999. Din 2002 este profesor consultant al facultății. A fost membru fondator al Grupării 111 și al Grupului Sigma.

## Biografie
Constantin Flondor s-a născut la 16 decembrie 1936, la Cernăuți, fiind fiul lui Dumitru Flondor și al Claudiei--Roma Flondor, născută Ivasiuc. Tatăl său, Dumitru Flondor era fiul lui Gheorghe D. Flondor (Egor, Jorj), moșier din satul Volcineț, județul Hotin (azi în Ucraina), n. 1878 Volcineț, d.1917, Briceni și al Nataliei, n. Andrieș (1882--1951).Dumitru Flondor făcea parte din ramura basarabeană a Familiei Flondor, cu descendență din Constantin cavaler de Flondor (1764--1819). Este căsătorit cu Sanda Flondor, n. Străin, fiica lui Nicolae Străin și a Deliei, n.Stoinescu. Constantin și Sanda Flondor au o fiică Andreea (n.1965) căsătorită Palade--Flondor. Constantin are un frate, Sergiu Flondor, n.1930, care a absolvit cursurile Academiei de Studii Economice din București,în 1967. 
Rădăcini. Iancu  Flondor(1865-1924), om politic, (prin ascendență comună cu Constantin cavaler de Flondor, ( 1764-1819),  conduce Congresul General al Bucovinei la 28 noiembrie 1918  în sala Mitropolitană Cernăuți unde se hotărăște Unirea Bucovinei cu România;  Nicolae Ivasiuc, pictor,1865-1937 (fratele bunicului dinspre mamă Vasile) casă memorială la Cernăuți.
1940-41  -  primul refugiu din Cernăuți, în  București.
1944  -  al doilea refugiu, în satul Podari/Craiova
1949  -  mutarea cu familia în Timișoara
1950-54  -  studiază la Liceul de Arte Plastice din Timișoara
1954-60  -  studiază pictura la Institutul „Nicolae Grigorescu“, București
1960-62  -  refuză repartiția la Medgidia; sporadic muncitor calificat, pictor executant la Opera Română  și Teatrul  Maghiar, Timișoara
1962-91  -  profesor la Liceul de Arte Plastice, Timișoara. Contribuie la elaborarea și susținerea programului pedagogic al grupului Sigma, în calitate de membru al grupului și de director al liceului (1969-1975).
1964  -  membru al Uniunii Artiștilor Plastici din România
1966  -  co-fondator al grupului "1+1+1" (Ștefan Bertalan, Roman Cotoșman, Constantin Flondor)
-călătorie de studii în Germania de Est, întâlnire cu Robert Rehfeldt, pictor, grafician și  mail-artist din Berlinul de Est
1969  -  co-fondator al grupului "Sigma" (Ștefan Bertalan, Lucian Codreanu /matematician/, Constantin Flondor, Ioan Gaita, Elisei Rusu, Doru Tulcan).
1972  -  călătorie de studii în Germania de Est „pe urmele Bauhaus-ului“; întâlnire cu Marianne Brandt (elevă la Bauhaus) și dr.Hans Harksen din Dessau, prieten cu Vasile Kandinsky și susținător al școlii Bauhaus.
1985  -  co-fondator al grupării "Prolog" (Paul Gherasim, Horia Bernea, Constantin Flondor, Ion Grigorescu, Matei Lăzărescu, Christian Paraschiv, Horea Paștina și Mihai Sârbulescu)
din 1991  -  cadru didactic universitar, Facultatea de Artă, Universitatea de Vest Timișoara (decan 1996-1999).
din 1993       -profesor invitat la Sommermalakademie Beratzhausen Germania
din 2002  -  profesor consultant Fac.de Artă Universitatea de Vest Timișoara

## Premii și Distincții
Premiul  Sectiei de critica  UAP ( premiu colectiv ) - 1970
Premiul  Sectiei de critica UAP (premiu colectiv )  - 1978
Premiul The Ionel Jianou Special Distinction of creative Arts,
The American-Romanian Academy of Arts and Sciences
( ARAA) Los  Angeles,USA -1993
Premiu UAP pentru desen - 1997
Marele Premiu UAP "Pentru  întreaga activitate-2003
Premiul III Pictura  Bienala Internationala de Arta Plastica Arad -2004
Ordinul „Meritul Cultural” 2004
Premiul Academiei Române "Ion Andreescu"- 2006